# 布里奥讷
布里奥讷（法語：Brionne，法語發音：[bʁijɔn]）是法国厄尔省的一个市镇，位于该省中部偏西北，属于贝尔奈区。

## 地理
布里奥讷（49°11'41"N, 0°43'13"E）面积16.77 平方千米，位于法国诺曼底大区厄尔省，该省份为法国北部内陆省份，北起滨海塞纳省，西接奧恩省和卡爾瓦多斯省，南至厄尔-卢瓦省，东临瓦兹省、瓦兹河谷省和伊夫林省。
与布里奥讷接壤的市镇（或旧市镇、城区）包括：欧图、阿克卢、勒贝克埃卢安、卡勒维尔、弗朗克维尔、阿库尔、埃克芒维尔、蓬托图、里勒河畔纳桑德尔。

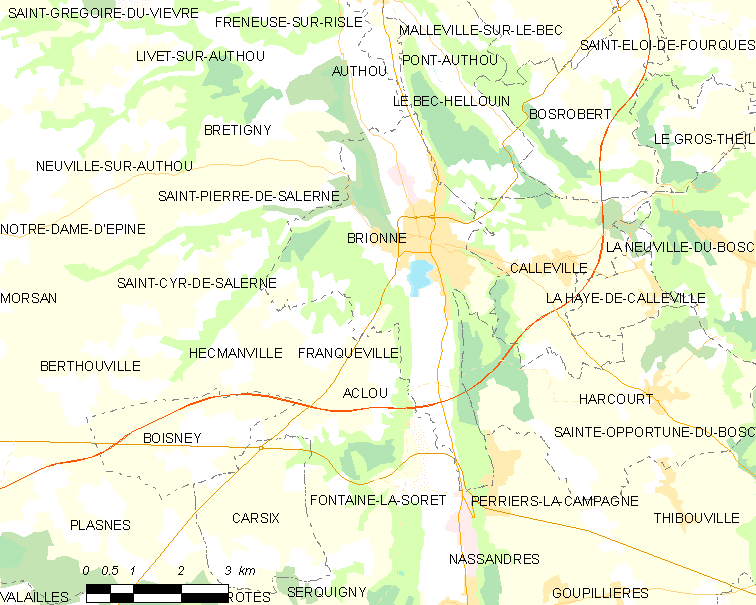
布里奥讷的OSM定位图

布里奥讷的时区为UTC+01:00、UTC+02:00（夏令时）。

## 行政
布里奥讷的邮政编码为27800，INSEE市镇编码为27116。

## 政治
布里奥讷所属的省级选区为布里奥讷县。

## 人口

1962-2008年间布里奥讷人口变化图示

布里奥讷于2022年1月1日时的人口数量为4220人。